# Tribunal Superior de Justicia de Baja California
El Tribunal Superior de Justicia de Baja California (TSJBC por su acrónimo) es el órgano judicial encargado de impartir justicia del fuero común en el Estado de Baja California, y lo hace en las materias penal, civil, mercantil, familiar, de justicia para adolescentes, ejecución de sanciones penales y ejecución de medidas sancionadoras.
De acuerdo a la Constitución Política de Baja California, el Poder Judicial se deposita en:
- Tribunal Superior de Justicia
- Juzgados de Primera Instancia
- Juzgados de Paz
- Jurados

## Estructura
El Tribunal Superior de Justicia, estará integrado por trece Magistrados Numerarios como mínimo y tres Supernumerarios. Funcionará en Pleno o en Salas en forma permanente en los términos de su calendario anual de actividades colegiadas.

### El Pleno
El Pleno se integrará con siete Consejeros; bastará la presencia de la mayoría de sus integrantes para sesionar. Corresponde al pleno del Tribunal Superior de Justicia de Baja California:
- Conocer de los negocios civiles y penales del fuero común, como Tribunal de Apelación o de última instancia ordinaria;
- Resolver las cuestiones de competencia y las de acumulación que se susciten entre los jueces, de conformidad a las leyes respectivas;
- Resolver sobre las recusaciones y excusas de Magistrados y Secretarios del Tribunal;
- Resolver respecto a la designación, ratificación, remoción y renuncia de Jueces del Poder Judicial, de conformidad con lo previsto en esta Constitución, la Ley y el reglamento respectivo. Iguales facultades le corresponden en cuanto al personal jurisdiccional del Tribunal, quienes serán seleccionados por los Magistrados correspondientes, de entre la lista que presente el Consejo de la Judicatura en los términos de la Ley y el reglamento respectivo;
- Determinar la adscripción de los Magistrados en las Salas del Tribunal;
- Designar para un periodo de tres años, a uno de sus miembros como Presidente, pudiendo ser reelecto por otro periodo de tres años más;
- Expedir acuerdos para el mejor ejercicio de sus atribuciones;
- Establecer mecanismos que transparenten y propicien la rendición de cuentas de la función jurisdiccional de los Magistrados;
- Emitir opinión respecto al proyecto de Plan de Desarrollo Judicial que le presente el Consejo de la Judicatura, en los términos de la Ley, y
- Designar a tres Consejeros de la Judicatura en los términos de esta Constitución.
- Ejercer las demás atribuciones que les señale esta Constitución y las Leyes.

### Las Salas
El pleno de se divide en las siguientes salas:

##### Salas en materia Civil
Conocen de los casos de responsabilidad civil y de los recursos de apelación y queja que se interponen en asuntos civiles de Extinción de Dominio, contra las resoluciones dictadas por los jueces de lo Civil y de Extinción de Dominio, entre otros.

##### Salas en materia Penal
Conocen de los recursos de apelación y denegada apelación que les correspondan y que se interpongan en contra de las resoluciones dictadas por los Jueces del orden Penal de la Ciudad de México, incluyéndose las resoluciones relativas a incidentes civiles que surjan en los procesos, entre otros.

##### Salas en materia de Justicia para Adolescentes
Conocen sobre los recursos de apelación y denegada apelación que les correspondan y que se interpongan en contra de las resoluciones dictadas por los Jueces de Justicia para Adolescentes de la Ciudad de México, incluyéndose las resoluciones relativas a incidentes civiles que surjan en los procesos, entre otros.

### Magistrado Presidente
El Presidente del Tribunal Superior de Justicia, será nombrado por el Pleno entre los Magistrados Numerarios, en votación secreta y escrutinio público, y en la primera sesión que se celebre durante el mes de noviembre de cada año. Durará en su cargo tres años y podrá ser reelecto para un periodo consecutivo por una sola ocasión. El Magistrado que habiendo sido reelecto cumpliera con el término de tres años, pasado un periodo de tres años posterior a aquel momento, podrá volver a ser electo Presidente del Tribunal Superior de Justicia.
Corresponde al Presidente del Tribunal Superior:
1. Vigilar que la Administración de Justicia sea pronta, completa e imparcial para cuyo efecto, dictará las providencias que fueren necesarias y oportunas.
2. Representar al Tribunal Superior en los actos oficiales.
3. Dar cuenta al Pleno de los actos que lleve a cabo en el ejercicio de sus funciones.
4. Vigilar la publicación del Boletín Judicial.
5. Tramitar, auxiliado por el Secretario General de Acuerdos, todos los asuntos de la competencia del Pleno, hasta ponerlos en estado de resolución.
6. Distribuir los asuntos a cada una de las Salas, así como designar en los negocios civiles al magistrado ponente, a quien corresponda formular el proyecto de resolución, como mejor convenga a la buena marcha del Tribunal, por riguroso turno.
7. Llevar la correspondencia del Tribunal Superior.
8. Comunicar al Consejo de la Judicatura las faltas temporales y absolutas de los magistrados.
9. Poner en conocimiento del Pleno del Consejo de la Judicatura las faltas temporales y absolutas de los servidores del poder judicial, para que obre con arreglo a sus atribuciones.
10. Remitir al Juez correspondiente los exhortos, rogatorias, suplicatorias, requisitorias y despachos, de acuerdo con el turno que al efecto se lleve.
11. Conceder diariamente audiencia al público.
12. Llevar el turno de los Magistrados Propietarios que se excusen de conocer de alguno de los negocios de su competencia, o sean recusados, para hacer las designaciones de suplencia.
13. Rendir informe anual ante el Pleno del Tribunal Superior de Justicia y ante el Pleno del Consejo de la Judicatura sobre las actividades desarrolladas por el Poder Judicial, relativas a la administración de justicia.

## Presidentes del Tribunal Superior de Justicia
| Presidente                    | Período    |                                       | Presidente                  | Período   |
| ----------------------------- | ---------- | ------------------------------------- | --------------------------- | --------- |
| Manuel Gómez Lomelí           | 1954-1955  |                                       | Oscar Careaga Villavicencio | 1989-1991 |
| Fernando Magro Soto           | 1956       | Rodolfo Gastelúm Pérez                | 1991-1992                   |           |
| Pedro Castro López            | 1958, 1959 | Donaciano Romero Ortega               | 1992-1995                   |           |
| Milton Castellanos Everardo   | 1960-1964  | Oscar Valenzuela Ávila                | 1995-1996                   |           |
| Martín Careaga Cebreros       | 1964       | Miguel Ángel Barúd Martínez           | 1996-1997                   |           |
| Milton Castellanos Everardo   | 1964-1965  | Marco Antonio Jiménez Carrillo        | 1997-1998                   |           |
| Jesús Cabrera Fuentes         | 1965-1968  | Sergio Peñuelas Romo                  | 1998-1999                   |           |
| Armando Aguirre Enríquez      | 1967-1968  | Raúl González Arias                   | 1999-2000                   |           |
| Jesús Cabrera Fuentes.        | 1969       | Emilio Castellanos Luján              | 2000-2001                   |           |
| Armando Aguirre Enríquez      | 1969       | Gilberto Cota Alanís                  | 2001-2002                   |           |
| Jesús Cabrera Fuentes         | 1971       | José Palomino Castrejón               | 2002-2004                   |           |
| Fernando Márquez Arce.        | 1971-1974  | Felipe de Jesús Padilla Villavicencio | 2004-2005                   |           |
| Rafael Moreno Henríquez.      | 1974-1977  | Víctor Manuel Vazquez Fernández       | 2005-2006                   |           |
| Arturo Monges Sánchez         | 1977       | Jaime Rico Jiménez                    | 2006-2007                   |           |
| Eduardo Illades Villafaña     | 1977-1978  | María Esther Rentería Ibarra          | 2008-2014                   |           |
| Carlos H. Trujillo Altamirano | 1983-1987  | Marco Antonio López Magaña            | 2014-2015                   |           |
| Martín Careaga Cebreros       | 1987-1988  | Jorge Armando Vásquez                 | 2015-2017                   |           |
| Martín Careaga Cebreros       | 1988-1989  | Salvador Juan Ortiz Morales           | 2017-2020                   |           |
| Francisco Guerrero Espríu.    | 1989       | Alejandro Isaac Fragozo López         | 2020-                       |           |